# Club Balonmano Ciudad de Logroño/Statistik
Dieser Unterartikel zu Club Balonmano Ciudad de Logroño enthält Statistiken und Kader zu diesem spanischen Handballverein.

## Spielzeiten

### 2025/2026
In der Saison 2025/2026 spielt die Mannschaft in der 1. Liga.
Team:
- Tor: Marcos Cancio Corripio, Xoan Ledo, Javier Romeo López
- Außen: Francisco Andres Lombardi, Oriol Zarzuela Pelegrín, David Cadarso Caballero
- Rückraum: Nemanja Peštic, Andrej Pergel, Unai Galán Arana, Luis Juárez Fernández, Álvaro Preciado Ramos, Miguel Martínez Lobato, Eugen Josip Zaja
- Kreis: Álvaro Martínez, Ivan Popović, Aitor García Dúo
- Trainer: Miguel Velasco
- Zugänge: Ivan Popović (Ademar León), Miguel Martínez Lobato (Atlético Valladolid), Álvaro Martínez (Atlético Valladolid), Nemanja Peštic (RK Vranje), Aitor García Dúo (BM Anaitasuna), Marcos Cancio Corripio (BM Anaitasuna), Francisco Andres Lombardi (BM Guadalajara), Unai Galán Arana (Club Balonmano Uharte)
- Abgänge: Rolando Uríos (Fredericia HK), Ismael El Korchi (Benfica Lissabon), Javier García López (Frigoríficos del Morrazo)[2]

### 2024/2025
In der Spielzeit 2024/2025 der 1. Liga belegte das Team den 5. Platz (39 Punkte, 972:911 Tore; 18 Siege, drei Unentschieden, neuen Niederlagen).
Team:
- Tor: Xoan Ledo, Salim Mezaza, Javier Romeo López
- Außen: Xavi Tuà Hernández, Martí Soler, Oriol Zarzuela Pelegrín, David Cadarso Caballero
- Rückraum: Luis Juárez Fernández, Ismael El Korchi, Thiago Alves Ponciano, Andrej Pergel, Luis Juárez Fernández, Álvaro Preciado Ramos, Ángel Jesús Rivero, Eugen Josip Zaja
- Kreis: Abdoula Modi, Rolando Uríos, Javier García López
- Trainer: Miguel Velasco
- Zugänge: Oriol Zarzuela Pelegrín (FC Barcelona B), Luis Juárez Fernández (BM Cantera Sur)
- Abgänge: Eduardo Cadarso Caballero (C’ Chartres Métropole handball), Juan Palomino (FC Barcelona), Mohamed Aly Abdelmotaleb (MT Melsungen), Eduardo Ortíz Badillo (?), Kristóf Palasics (Benfica Lissabon), Martí Soler (Februar 2025, MT Melsungen) ||  ||

### 2023/2024
Die Saison 2023/2024 der 1. Liga beendete der Verein auf dem 4. Platz (40 Punkte, 925:876 Tore; 19 Siege, zwei Unentschieden, neun Niederlagen). Die Heimspiele des Vereins in der Liga wurden von durchschnittlich 951 Zuschauern besucht.
Als Pokalfinalist 2023 nahm die Mannschaft an der Supercopa Ibérica 2023 teil und belegte dabei den vierten Platz. Die Mannschaft hatte aufgrund ihrer Platzierung zur Hälfte der Spielzeit einen Startplatz bei der Copa de España im Dezember 2023, bei der sie im Finale gegen FC Barcelona 28:31 verlor.
Der Verein schied in der EHF European League 2023/2024 nach der Gruppenphase aus.
Team:
- Tor: Mohamed Aly (17 Spiele, 132 Paraden, 2 Tore)[6], Kristóf Palasics, Javier Romeo, Xoan Ledo
- Außen: Xavi Tua, Martí Soler, …
- Rückraum: Thiago Alves Ponciano, Ruben Gonçalves Ledi, Ismael El Korchi, Juan Palomino, Alvaro Preciado, Eduardo Cadarso, Eugen Josip Zaja, Angel Rivero
- Kreis: Rolando Urios González, Javi García Lopez
- Trainer: Miguel Velasco
- Zugänge: Martí Soler (FC Barcelona),[7] Kristóf Palasics (KC Veszprém),[7] Xavi Tua[7] (Ángel Ximénez Puente Genil), Mohamed Aly[7] (Blendio Sinfín), Rolando Urios González[7] (1. VfL Potsdam), Eugen Josip Zaja (BM Sinfin), Thiago Ponciano (US Créteil HB),[8] Xoan Ledo (Februar 2024, Istres Provence HB)[9]
- Abgänge: Vor der Saison verließen Jorge Pérez (Frigoríficos del Morrazo), Aliaksandr Markelau, Alex Rubiño (Bathco Torrelavega), Mahamadou Keita (Ángel Ximénez Puente Genil), Oleg Kisselev und Javier Rodriguez (FC Barcelona) den Verein, während der Saison Mohamed Aly (Februar 2024, SG BBM Bietigheim).

### 2022/2023
In der Saison 2022/2023 der 1. Liga belegte der verein den 5. Platz mit 35 Punkten aus 16 Siegen und drei Unentschieden bei elf Niederlagen, das Torverhältnis betrug 907:911. Die Heimspiele in der Liga Asobal wurden von insgesamt 12.995 Zuschauern besucht, das war eine Steigerung von 17 Prozent. (Durchschnitt: 866).
In der Copa del Rey kam das Team bis ins Finale und war damit, weil Pokalsieger FC Barcelona bereits als spanischer Meister für einen EHF-Wettbewerb startberechtigt war, für die EHF European League 2023/2024 qualifiziert.
Der Verein nahm an der EHF European League 2022/2023 teil.
Team:
- Tor: Jorge Pérez (30 Spiele, 1 Tor)[11], Aliaksandr Markelau (23 Spiele, 2 Tore)[12], Javier Romeo (18 Spiele, 0 Tore)[13]
- Außen: Alex Rubiño (29 Spiele, 78 Tore)[14], Mahamadou Keita (28 Spiele, 37 Tore)[15], Eduardo Ortíz Badillo (26 Spiele, 9 Tore)[16], David Cadarso (30 Spiele, 100 Tore)[17]
- Rückraum: Ruben Gonçalves Ledi, Ismael El Korchi (30 Spiele, 76 Tore)[18], Luciano Silva (11 Spiele, 22 Tore)[19], Oleg Kisselev (16 Spiele, 8 Tore)[20], Juan Palomino (28 Spiele, 70 Tore)[21], Álvaro Preciado (30 Spiele, 88 Tore)[22], Eduardo Cadarso (15 Spiele, 37 Tore)[23], Angel Rivero (22 Spiele, 53 Tore)[24], Leo Dutra (6 Spiele, 16 Tore)[25], Antonio Serradilla (17 Spiele, 69 Tore)[26], Mamadou Diocou (15 Spiele, 85 Tore)[27]
- Kreis: Leo Almeida, Javier Rodriguez (30 Spiele, 97 Tore)[28], Javier García Lopez (26 Spiele, 59 Tore)[29][30]
- Trainer: Miguel Velasco
- Zugänge: Javi García Lopez (BM Villa de Aranda), Álvaro Preciado (Club Cisne), Juan Palomino (FC Barcelona B), Mahamadou Keita (Benfica Lissabon), Ruben Gonçalves Ledi (Januar 2023, Interclube Angola), Luciano Silva (März 2023, Benfica Lissabon)
- Abgänge: Tomas Moreira (Pays d’Aix UC), Leo Vial Tercariol (Bada Huesca), Ernesto Goñi Macua (Helvetia Anaitasuna), Mario Dorado (Frigoríficos del Morrazo), Agustín Casado (MT Melsungen), Leo Almeida (AEK Athen), Leo Dutra (Dezember 2022, RK Vardar Skopje), Mamadou Diocou (Januar 2023, FC Porto), Antonio Serradilla (Februar 2023, Elverum Håndball)

### 2021/2022
Die Spielzeit 2021/2022 in der 1. Liga schloss man auf dem 6. Platz ab (34 Punkte, 945:924 Tore; 17 Siege und 13 Niederlagen). Die Heimspiele in der Liga Asobal wurden von insgesamt 11.036 Zuschauern besucht.
Der Verein nahm an der EHF European League 2021/2022 teil.
Team:
- Jorge Pérez (29 Spiele, 3 Tore)[11], Aliaksandr Markelau (24 Spiele, 0 Tore)[12], Leo Vial Tercariol (9 Spiele, 14 Paraden)[31], Javier Romeo (6 Spiele, 0 Tore)[13], Mario Dorado, Alex Rubiño (30 Spiele, 110 Tore)[14], Leo Dutra (17 Spiele, 81 Tore)[25], Ismael El Korchi (30 Spiele, 66 Tore)[18], Antonio Serradilla (30 Spiele, 61 Tore)[26], Oleg Kisselev (30 Spiele, 21 Tore)[20], Ernesto Goñi Macua, Agustin Casado, Eduardo Cadarso (19 Spiele, 53 Tore)[23], Mamadou Diocou (12 Spiele, 31 Tore)[27], Angel Rivero (30 Spiele, 121 Tore)[24], Eduardo Ortíz Badillo (24 Spiele, 8 Tore)[16], David Cadarso (29 Spiele, 39 Tore)[17], Javier Rodriguez (30 Spiele, 22 Tore)[28], Tomas Moreira, Leo Almeida[32]
- Trainer: Miguel Velasco
- Zugänge: Javier Rodriguez (BM Guadalajara), Angel Rivero (BM Benidorm), Oleg Kisselev (Ademar León), Ismael El Korchi (BM Guadalajara), Alex Rubiño (ASV Hamm-Westfalen), Leo Vial Tercariol (BM benidorm), Ernesto Goñi Macua, Leo Almeida (C’ Chartres Métropole HB), Leo Dutra (Wisła Płock), Aliaksandr Markelau (September 2021, Riihimaen Cocks), Mamadou Diocou (Februar 2022, FC Barcelona, Leihe)
- Abgänge: …

### 2020/2021
Die Saison 2020/2021 der 1. Liga beendete das Team auf dem 3. Platz (47 Punkte, 994:915 Tore; 23 Siege, ein Unentschieden, zehn Niederlagen).
In der Copa del Rey scheiterte die Mannschaft im Viertelfinale gegen den FC Barcelona.
Team:
- Jorge Pérez (34 Spiele, 0 Tore)[11], Rangel da Rosa, Javier Romeo, Miguel Sánchez-Migallón, Mario Dorado, Delcio Pina, Erik Balenciaga, Agustin Casado, Eduardo Cadarso (34 Spiele, 135 Tore)[23], Gabriel Ceretta, Oswaldo Maestro Dos Santos, Eduardo Ortíz Badillo, David Cadarso (30 Spiele, 37 Tore)[17], Rudolph Hackbarth, Tomas Moreira, Domen Sikošek Pelko, Jordan Bonilauri, Ismael El Korchi (29 Spiele, 41 Tore)[18] Antonio Serradilla (27 Spiele, 48 Tore)[26]
- Trainer: Miguel Velasco
- Zugänge: Mario Dorado (BM Benidorm), Agustín Casado (BM Nava), Antonio Serradilla (BM Guadalajara), …

### 2019/2020
In der wegen der wegen der COVID-19-Pandemie abgebrochenen Saison 2019/2020 der 1. Liga belegte man den 3. Platz (30 Punkte, 596:523 Tore; 15 Siege, vier Niederlagen).
In der Copa del Rey scheiterte die Mannschaft im Viertelfinale gegen Ademar León.
Der Verein nahm am EHF-Pokal 2019/2020 teil.
Team:
- Jorge Pérez (19 Spiele, 1 Tor)[11], Sergey Hernandez, Javier Romeo, Miguel Sánchez-Migallón, Gianluca Dapiran, James Junior Scott, Patrik Ligetvári, Erik Balenciaga, Lazar Kukić, Eduardo Cadarso (15 Spiele, 16 Tore)[23], Gabriel Ceretta, Imanol Garciandia, David Cadarso (19 Spiele, 5 Tore)[17], Rudolph Hackbarth, Tomislav Kušan, Tomas Moreira, Ernesto Goñi Macua, Eduardo Ortíz Badillo (14 Spiele, 1 Tore)[16]
- Trainer: Miguel Velasco
- Zugänge: Eduardo Ortíz Badillo, …

### 2018/2019
In der Spielzeit 2018/2019 der 1. Liga belegte das Team den 3. Platz (42 Punkte, 895:816 Tore; 18 Siege, sechs Unentschieden, sechs Niederlagen).
In der Copa del Rey scheiterte die Mannschaft im Halbfinale gegen den FC Barcelona.
Der Verein nahm am EHF-Pokal 2018/2019 teil.
Team:
- Jorge Pérez (2 Spiele, 0 Tore)[11], Gurutz Aguinagalde, Sergey Hernandez, Javier Romeo (22 Spiele, 0 Tore)[13], Miguel Sánchez-Migallón, Vanja Ilić, Dariel Garcia, James Junior Scott, Juan del Arco, Erik Balenciaga, Lazar Kukić, Eduardo Cadarso (26 Spiele, 30 Tore)[23], Bálint Fekete, Imanol Garciandia, Javier Muñoz, David Cadarso (29 Spiele, 16 Tore)[17], Tomislav Kušan, Tomas Moreira, Claudio Ramos, Eduardo Ortíz Badillo (1 Spiele, 0 Tore)[16]
- Trainer: Miguel Velasco
- Zugänge: David Cadarso, Jorge Pérez (FC Barcelona), Tomas Moreira (Ángel Ximénez Puente Genil)

### 2017/2018
Die Saison 2017/2018 in der 1. Liga schloss der nun unter dem Namen BM Logroño La Rioja spielende Verein auf dem 4. Platz ab (41 Punkte, 903:814 Tore; 19 Siege, drei Unentschieden, acht Niederlagen).
In der Copa del Rey verlor die Mannschaft im Finale gegen den FC Barcelona.
Der Verein nahm am EHF-Pokal 2017/2018 teil.
Team:
- Jakub Krupa, Gurutz Aguinagalde, Javier Romeo (12 Spiele, 0 Tore)[13], Miguel Sánchez-Migallón, Ángel Fernández, Frank Cordies, Pablo Paredes, Juan del Arco, Pablo Cacheda, Juan Castro, Lazar Kukić, Eduardo Cadarso (29 Spiele, 15 Tore)[23], Ángel Montoro, Imanol Garciandia, Javier Muñoz, Fábio Chiuffa, Tomislav Kušan, Rubén Garabaya
- Trainer: Miguel Velasco ||

### 2016/2017
In der Saison 2016/2017 der 1. Liga belegte die letztmals unter dem Sponsorennamen Naturhouse La Rioja angetretene Mannschaft den 3. Platz (40 Punkte, 897:792 Tore; 19 Siege, zwei Unentschieden, neun Niederlagen).
In der Copa del Rey verlor die Mannschaft im Finale gegen den FC Barcelona.
Der Verein nahm an der EHF Champions League 2016/2017 teil.
Team:
- Javier Romeo (3 Spiele, 0 Tore)[13], Ángel Fernández, Miguel Sánchez-Migallón, Carlos Molina, Haniel Langaro, Pablo Cacheda, Eduardo Cadarso (2 Spiele, 0 Tore)[23], Lazar Kukić, Ángel Montoro, Luis Felipe „Luisfe“ Jiménez Reina, Imanol Garciandia, Javier Muñoz, Mohammad Sanad, Albert Rocas, Iñaki Peciña, Javier Garcia, Rubén Garabaya, Richard Kappelin
- Trainer: Miguel Velasco

### 2015/2016
Die Saison 2015/2016 der 1. Liga beendete das Team auf dem 2. Platz (43 Punkte, 902:763 Tore; 21 Siege, ein Unentschieden, sechs Niederlagen).
Der Verein nahm an der EHF Champions League 2015/2016 teil.
Team:
- Javier Romeo (7 Spiele, 0 Tore)[13], Ángel Fernández, Miguel Sánchez-Migallón, Carlos Molina, Haniel Langaro, Philip Stenmalm, Pablo Cacheda, Eduardo Cadarso (19 Spiele, 13 Tore)[23], Luis Felipe „Luisfe“ Jiménez Reina, Stefan Terzić, Imanol Garciandia, Pedro Rodríguez, Albert Rocas, Rubén Garabaya, Javier Garcia, Cristian Malmagro
- Zugänge: Eduardo Cadarso

### 2014/2015
In der Saison 2014/2015 der 1. Liga belegte der Verein den 2. Platz (48 Punkte, 944:811 Tore; 23 Siege, zwei Unentschieden, fünf Niederlagen).
Der Verein nahm an der EHF Champions League 2014/2015 teil.
Team:
- Javier Romeo (4 Spiele, 0 Tore)[13], Jorge Gomez, Miguel Sánchez-Migallón, Juanín García, Ángel Fernández, Thiagus Petrus, Philip Stenmalm, Pablo Cacheda, Luis Felipe „Luisfe“ Jiménez Reina, Albert Rocas, Pedro Rodríguez, Rubén Garabaya, Javier Garcia

### 2013/2014
In der Saison 2013/2014 der 1. Liiga kam das Team auf den 2. Platz (47 Punkte, 915:803 Tore; 22 Siege, drei Unentschieden, fünf Niederlagen).
Der Verein nahm an der EHF Champions League 2013/2014 teil.
Team:
- Javier Romeo (1 Spiele, 0 Tore)[13], Miguel Sánchez-Migallón, Arthur Malburg Patrianova, Thiagus Petrus, Sascha Tioumentsev, Aidenas Malašinskas, Luis Felipe „Luisfe“ Jiménez Reina, Josep Masachs, Pedro Rodríguez, Rubén Garabaya

### 2012/2013
In der Saison 2012/2013 der 1. Liga belegte die Mannschaft den 3. Platz (42 Punkte, 880:821 Tore; 20 Siege/zwei Unentschieden/acht Niederlagen).
Im Finale der Copa del Rey unterlag die Mannschaft dem Team von Atlético Madrid.
 Team:
- Javier Romeo (15 Spiele, 0 Tore)[13], Rafael Capote, Thiagus Petrus, Niko Mindegía, Sascha Tioumentsev, Pedro Rodríguez, Rubén Garabaya, Dario Ajo Villarraso, Jorge Martinez Martinez, Unai Arrieta Aizpurua, Miguel Velasco, Jorge Pabán, Víctor Hugo López, Arturo Martinez D’Amore, Alvaro Bozalongo Ruiz, Jon Ramiro Perez, Pedro Fuentes Sánchez-Migallón, David Cuartero Sánchez, Daniel Tolmos, Marko Ćuruvija, Ales Abrão Silva
- Zugänge: Javier Romeo

### 2011/2012
In der Saison 2011/2012 der 1. Liga belegte die Mannschaft den 7. Platz (29 Punkte aus zwölf Siegen und fünf Unentschieden bei 13 Niederlagen, 845:862 Tore).